# 特雷西納
特雷西納（葡萄牙語發音：[teɾeˈzinɐ]）是巴西的城鎮，位於該國東部，也是皮奧伊州的首府，面積1,392平方公里，海拔高度72米，受熱帶氣候影響，每年平均降雨量約1,500毫米，2011年人口822,363。

## 外部連結
- （葡萄牙文） 官方网站
- （葡萄牙文） （英文） Panoramic Teresina - Tourist information
- （英文） Visit Piauí （页面存档备份，存于） - Tourist information

5°05′42″S 42°48′15″W / 5.0949°S 42.8042°W